# Дюриф
Дюриф (Durif), или Птит-Сира (Petite Sirah, то есть «мелкий сира») — толстокожий сорт мелкоплодного чёрного терпкого винограда с высоким содержанием танинов. Используется для производства красных вин — как правило, в сочетании в другими сортами, для усиления структуры, насыщенности, цвета напитка. Варианты названия: Дуриф, Дюрифф, Петит-Сира, Пино де Эрмитаж.
Этот гибрид сортов Сира и Пелурсен был обнаружен в питомнике Франсуа Дюрифа в Тюллене и назван в честь его владельца Виктором Пуллиа в 1868 году. Выращивают в основном во Франции, в юго-восточных провинциях. С конца XX века возделывается и на территории других стран мира: Австралия, США, Израиль.
Сила роста лозы средняя. Лист средний, пятилопастный. У листьев опушение на нижней поверхности. Гроздь средняя конической формы или крупная. Ягоды средней и крупной величины, округлые, массой 2,5—4,0 г. Урожайность этого сорта винограда сильно зависит от условий, но, как правило, высока. Относится к сортам средне-позднего периода созревания. Морозостойкость слабая.